# (25285) 1998 WB7
1998 دابليو بي 7 (ويعرف أيضًا باسم (25285) 1998 دابليو بي 7 وفق تسمية الكوكب الصغير) (بالإنجليزية: 1998 WB7)‏ هو كويكب ضمن حزام الكويكبات؛ وترتيبه 25285 من حيث الاكتشاف.
اكتُشف هذا الجُرم الفلكي بواسطة Nobuhiro Kawasato ‏ في 17 نوفمبر 1998.

## وصلات خارجية
- (25285) 1998 WB7 في قاعدة بيانات مختبر الدفع النفاث لأجرام النظام الشمسي الصغيرة

- الاكتشاف · مخطط المدار ·  العناصر المدارية · المعلمات المادية

- (25285) 1998 WB7 على موقع ويكي سكاي: DSS2, SDSS, GALEX, IRAS, Hydrogen α, X-Ray, Astrophoto, Sky Map, Articles and images